# Riccia chinensis
Riccia chinensis là một loài rêu trong họ Ricciaceae. Loài này được Herzog mô tả khoa học đầu tiên năm 1930.